# Despacito
«Despacito» es una canción del cantante puertorriqueño Luis Fonsi junto al rapero y cantante puertorriqueño Daddy Yankee, publicada como el sencillo principal del álbum de estudio de Fonsi de 2019, Vida.
Lanzada el 13 de enero de 2017 a través del sello Universal Music Latin Entertainment, la canción fue escrita por Fonsi, Erika Ender y Daddy Yankee, y producida por Mauricio Rengifo y Andrés Torres. Una versión remix con el cantante canadiense Justin Bieber fue lanzada el 17 de abril de 2017, lo que ayudó a mejorar el rendimiento de la canción en las listas de éxitos en numerosos países, incluidas varias posiciones número uno. «Despacito» ha sido ampliamente reconocido por los periodistas musicales como fundamental para popularizar nuevamente la música pop en español en el mercado principal.
Es una canción de reguetón y pop latino compuesta en tiempo común con letra sobre el deseo de una relación sexual, interpretada de una manera suave y romántica. «Despacito» recibió críticas generalmente favorables de los críticos musicales, quienes elogiaron la fusión entre ritmos latinos y urbanos, su pegajosidad y su pintura de texto. Ha recibido Premios Grammy Latinos por Grabación del año, Canción del año, Mejor fusión/interpretación urbana y Mejor video musical versión corta en la 18.ª entrega anual de los Premios Grammy Latinos. «Despacito» también ha sido clasificada entre las mejores canciones latinas de todos los tiempos y las mejores canciones de 2017 por diversas publicaciones, que se refirieron a ella como una de las canciones en español más exitosas en la historia de la música pop.
La canción encabezó las listas de 47 países y alcanzó el top 10 de otros seis. En los Estados Unidos, se convirtió en la primera canción principalmente en español en encabezar el Billboard Hot 100 desde «Macarena» de Los del Río en 1996, empatando posteriormente el número uno con el reinado más largo en el Billboard Hot 100 en ese momento con 16 semanas, además de convertirse en el número uno de mayor duración en la lista Hot Latin Songs con 56 semanas. También se convirtió en la primera canción latina en recibir una certificación de diamante por parte de la Recording Industry Association of America (RIAA).
El video musical muestra a ambos artistas interpretando la canción en el barrio La Perla del Viejo San Juan, Puerto Rico y en el bar local La Factoría, e incluye la participación de la modelo boricua Zuleyka Rivera. Fue el video de YouTube más visto de todos los tiempos desde agosto de 2017 hasta noviembre de 2020 y se convirtió en el primer video en el sitio en alcanzar los hitos de tres, cuatro, cinco, seis y siete mil millones de visitas. Ahora es el segundo video más visto en el sitio, con «Baby Shark» de Pinkfong como el primero más visto. También es el vídeo de YouTube más gustado de todos los tiempos desde julio de 2017. 

## Antecedentes

### Versión original
La letra de «Despacito» fue escrita a fines de 2015 en la casa de Luis Fonsi en Miami porque quería grabar una «canción swing» para su nuevo disco después de dos años sin lanzar música nueva. Se despertó pensando en «una canción llamada 'Despacito'» e invitó a la cantante y compositora panameña Erika Ender a una sesión de composición. Fonsi coescribió la canción con una guitarra Gibson Emmylou Harris. Originalmente la compuso como una cumbia colombiana y pop con letra escrita como una balada pero decidió darle una «inyección urbana» y envió una demo al artista de reguetón Daddy Yankee. Grabaron la canción en Noisematch Studios en Miami a fines de 2016. Daddy Yankee improvisó su verso en un rincón de la sala de control del estudio mientras pensaba en su padre tocando bongos y escribió el post-estribillo. Fue producido por Mauricio Rengifo y Andrés Torres; el primero es conocido como miembro del dúo de pop colombiano Cali & El Dandee y el segundo es conocido por haber trabajado anteriormente con David Bisbal, Thalía y Ricky Martin. Fue mezclado por el ingeniero estadounidense Jaycen Joshua en Larrabee Sound Studios en North Hollywood, Los Ángeles.
Luis Fonsi no la considera una canción de reguetón pero siente que «sí tiene energía de reguetón y un sutil ritmo urbano». Ender declaró que la pista «pasó por varios arreglos» hasta que Fonsi consiguió «exactamente el arreglo que quería». Fonsi describió «Despacito" como una canción muy melódica que puede adaptarse bien a muchos otros géneros musicales. Debido a la naturaleza sensual de la canción, «necesitaban ser responsables con una buena letra» y el enfoque de Ender para escribir para Fonsi era «cuidar cómo decir las cosas con buen gusto». En abril de 2017, el cantante y compositor estadounidense Nicky Jam reveló que la versión original de «Despacito» lo presentaba a él en lugar de Daddy Yankee, pero tuvo que declinar debido a que el lanzamiento de la canción interfirió con el lanzamiento de su álbum Fénix.

### Versión remix de Justin Bieber
Tres meses después del lanzamiento de «Despacito», el cantante canadiense Justin Bieber quiso grabar una versión remix luego de escuchar la canción en una discoteca colombiana durante una gira por Sudamérica. Al día siguiente, Luis Fonsi recibió una llamada telefónica de Universal Latin sobre las intenciones de remezclar y autorizó a la disquera a enviar la canción a Bieber. El manager de Bieber, Scooter Braun, contactó a su productor vocal Josh Gudwin para trabajar en la canción, quien voló a Bogotá y grabó la voz de Justin Bieber en Estudios Audiovisión.
Justin Bieber cantó en español por primera vez en su carrera con la ayuda del músico colombiano Juan Felipe Samper. Lo más difícil para Justin Bieber fue el sonido 'ere' (ɾ) en palabras como «laberinto», «paredes» y «manuscrito». Samper escribió la letra en español fonéticamente para facilitar la pronunciación de Bieber, que se logró «perfectamente» en dos horas. Después de una sesión de grabación de cuatro horas, Gudwin envió las pistas vocales de Bieber al ingeniero de sonido australiano Chris O'Ryan para que las afinara. Gudwin concluyó la producción del remix en Parrot Cay, Islas Turcas y Caicos con la mezcla de la voz en inglés de Luis Fonsi, cuya letra fue escrita por el compositor estadounidense Marty James. Todo el proceso hasta la fecha de lanzamiento tomó seis días. En junio de 2017, el músico inglés Ed Sheeran reveló que quería grabar una versión remix de la canción, pero perdió ante Justin Bieber.

## Composición
«Despacito» es una canción de reguetón y pop latino compuesta en tiempo común (44 tiempo) con una duración de tres minutos y cuarenta y siete segundos y escrita en la tonalidad de si menor con un tempo de 89 tiempos por minuto y una progresión de acordes común de Bm—G—D—A. Las voces van desde F#3 a A4. Sus letras implícitas tratan sobre tener una relación sexual de una manera suave y romántica, haciendo un uso intensivo de alegorías. Sin embargo, Luis Fonsi expresó que algunas líneas están libres de interpretación.
Mauricio Rengifo y Andrés Torres produjeron «Despacito» usando Pro Tools y la mezcla final consistió en 47 pistas. La canción comienza con un cuatro puertorriqueño tocado por Christian Nieves, el cual es acompañado por una guitarra acústica tocada por Torres cuando Luis Fonsi comienza a tocar. Rengifo afirmó que la guitarra «realmente se tocaba, pero luego [la] cortaron y la hicieron realmente digital». Los productores decidieron grabar un cuatro porque querían «sentirse muy puertorriqueños y étnicos» y que «le da a la canción un carácter realmente único». Nieves tocó melodías influenciadas por la salsa durante el estribillo y el gancho, que contiene efectos de «pop de la vieja escuela» basados en el productor estadounidense Dr. Luke. Los instrumentos de percusión guache y güira se sincronizaron con un charles para resaltar las influencias de la cumbia de la pista.
La canción utiliza la técnica de producción de encadenamiento lateral para hacer que el coro sea «más prominente», silenciando la música cuando golpea el bombo. También hace un uso intensivo de la pintura de texto cuando la música se ralentiza cuando se interpreta la palabra «despacito» (lentamente) al comienzo de cada coro. Su percusión consiste en patrones de guache, cencerro, timbales, güira y tambores secuenciados. El remix con Justin Bieber mantuvo los ritmos originales y Luis Fonsi tradujo algunas líneas al inglés, cantando un verso en spanglish, mientras que los versos de Daddy Yankee se mantuvieron de la versión original.

## Lanzamiento y recepción
«Despacito» estuvo disponible para descarga digital el 13 de enero de 2017 por Universal Music Latin. Algunas publicaciones musicales creían que el éxito del sencillo estuvo influenciado por una tendencia de combinar el pop latino y la música urbana. Fonsi se refirió a él como «el nuevo pop» y Ender dijo que «todo el mundo está haciendo este tipo de fusiones». Luis Fonsi también afirmó que dos semanas después del lanzamiento de la canción y su video musical comenzó a recibir llamadas de «gente que normalmente no llama, gente que solo llama cuando algo diferente está pasando». Recibió llamadas de Ricky Martin, Juan Luis Guerra, Marc Anthony y otros artistas diciéndole que la pista era un «jonrón».
Sebastian Wernke-Schmiesing de la revista Dance-Charts declaró que «un simple tiempo de 4/4, sonidos de guitarra española, un bajo nítido y las excelentes voces de Luis Fonsi y [Daddy Yankee] fueron suficientes para obtener un sencillo de éxito desde el principio». Leila Cobo de Billboard elogió su «innegable atractivo inmediato» y escribió que la canción «es una combinación inteligente de pop latino romántico con un ritmo de reguetón y letras sutilmente traviesas». Robert Joffred del blog de cultura de Medium That Good You Need destacó el uso de una guitarra de cuerdas de acero para tocar melodías de estilo flamenco en lugar de una guitarra de cuerdas de nailon, así como la presencia de «ritmos swing» cuando se canta la palabra «Despacito» al comienzo del coro Se refirió a la pintura de texto como «bastante genio». Raisa Bruner de la revista Time describió el sencillo como «una melodía latina contagiosa amplificada con ritmos de reggaeton y una melodía de baile irresistible».
El productor discográfico español Nahúm García afirmó que «la forma en que rompe el ritmo antes del coro es genial» y que este «truco» en particular no es común en la música pop. Joshua Barrie de Irish Mirror dio una opinión negativa sobre las letras, refiriéndose a ellas como «bastante groseras y un poco espeluznantes» y afirmando que «algunas personas podrían encontrarlas ofensivas». Por otro lado, un editor de música en español El sitio web Jenesaispop afirmó que «la melodía es muy buena, la letra es sexy sin ser vulgar y, sobre todo, su estructura es interesante». Félix Contreras de National Public Radio elogió la escritura, los arreglos y las interpretaciones.
La versión remix con Justin Bieber fue lanzada el 17 de abril de 2017 por Universal Music Latin, Republic Records, Def Jam Recordings, RBMG y School Boy Records. Su video de audio oficial obtuvo 20 millones de visitas en YouTube en sus primeras 24 horas, lo que lo convierte en el tercer debut más alto para un video relacionado con la música en 2017 a partir de septiembre. Caroline Soriano de la revista Ernstars declaró que la voz de Bieber «suena atractiva con la canción», cuya versión remezclada hace que suene «un poco mejor». Mike Senior de Sound on Sound hizo una crítica negativa de la mezcla del remix criticando su inversión de polaridad con respecto a la versión original y la pista vocal más fuerte de Justin Bieber que la de Daddy Yankee. En cuanto a la versión original, Senior se refirió a la primera aparición de la línea de gancho «Despacito» como un «golpe maestro».
En julio de 2017, funcionarios del Gobierno de Malasia informaron que se prohibió la transmisión de «Despacito» en las estaciones de transmisión de propiedad del gobierno como resultado de las quejas del público. Los ministros del gobierno dijeron que la canción se consideraba no islámica y que su letra «no era adecuada para ser escuchada».

## Videoclip

### Antecedentes

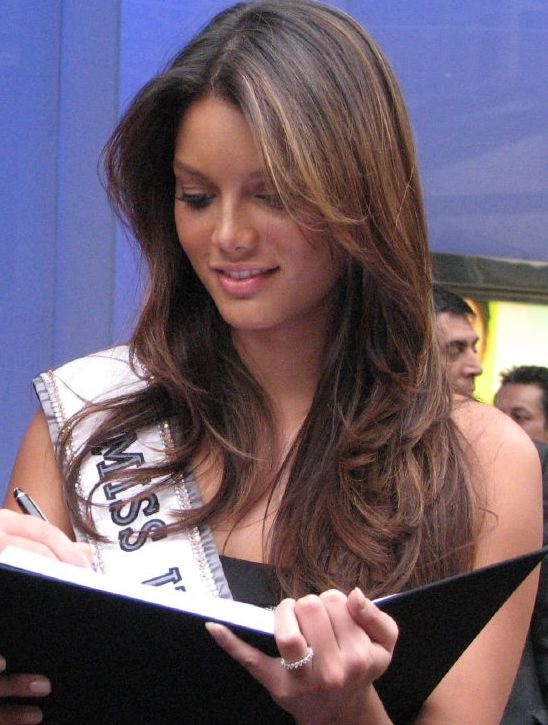
La Miss Universo 2006 Zuleyka Rivera coprotagonizó el video musical.

El video musical de «Despacito» fue dirigido por el director puertorriqueño Carlos Pérez y producido por Joanna Egozcue y Roxy Quiñones. El rodaje tuvo lugar en diciembre de 2016 en el barrio La Perla y el bar La Factoría en San Juan, Puerto Rico. Carlos Pérez había trabajado anteriormente con Luis Fonsi en «Corazón en la Maleta» (2014) y con Daddy Yankee en clips como «Gasolina» (2004), «Rompe» (2005), «Descontrol» (2010) y «Ven conmigo» (2011), entre otros. La Miss Universo 2006, Zuleyka Rivera coprotagonizó el video y fue contactada por Fonsi para representar a «la poderosa mujer latina».
Jorge Muñíz Ortiz de EFE afirmó que el videoclip «resalta algunos de los principales símbolos culturales y folclóricos de Puerto Rico» al mostrar sus «espléndidas playas, el colorido paisaje de La Perla, el sonajero del cuatro puertorriqueño y los barriles del género autóctono de la bomba, el movimiento de caderas de Zuleyka Rivera y un par de hombres jugando al dominó». El 10 de abril de 2018, la cuenta de YouTube Vevo de Luis Fonsi fue pirateada por un grupo anónimo, que eliminó el video de su canal durante horas antes de volver a estar disponible.

### Sinopsis
El video muestra a ambos artistas interpretando la canción mientras participan en diferentes fiestas en la isla, con la modelo Zuleyka Rivera. El clip comienza con tomas de la costa de La Perla durante el día mientras se muestra a Zuleyka Rivera llegando a pie al barrio de chabolas. Luis Fonsi y Daddy Yankee interpretan la canción en una calle mientras los mayores juegan al dominó, un niño se corta el pelo, dos personas conversan mientras escuchan la radio y al fondo unas parejas bailan. El video se intercala con tomas de Fonsi y Daddy Yankee cantando frente a un auto con gente sentada y bailando a su lado. Mientras Daddy Yankee está terminando su verso, Zuleyka Rivera entra al bar La Factoría mientras los artistas actúan y bailan junto a otras personas, y los hombres tocantambores bomba. Fonsi procede a bailar con Rivera cuando termina la canción. El outro consiste en Luis Fonsi y Daddy Yankee cantando el gancho a cappella con la gente en el bar.

### Lanzamiento y recepción
El video musical oficial en YouTube se lanzó en el canal de Fonsi el 12 de enero de 2017 y acumuló mil millones de visitas en 97 días, convirtiéndose en el segundo video más rápido del sitio en alcanzar el hito. También se convirtió en el video más rápido en YouTube en superar los dos mil millones de visitas, con 154 días. El clip se convirtió en el primero en YouTube en recibir tres, cuatro, cinco y seis mil millones de visitas el 4 de agosto de 2017; 11 de octubre de 2017; 5 de abril de 2018; y 24 de febrero de 2019, respectivamente (las fechas se basan en UTC). Ha recibido más de 7.800 millones de visitas hasta el 26 de abril de 2022 y fue el video más visto en el sitio desde el 4 de agosto de 2017 hasta el 2 de noviembre de 2020, cuando el video de Pinkfong para «Baby Shark» lo superó y lo destronó. al segundo lugar. También fue el video con más me gusta del sitio, hasta marzo de 2025, cuando MrBeast lo superó con 55 millones de me gusta en un YouTube Short.  En Vevo, el video musical recibió 5,14 millones de visitas en sus primeras 24 horas de lanzamiento, que el sitio web informó como la mayor cantidad para el primer día de un video en español en su plataforma.
El video musical recibió un Premio Grammy Latino al mejor video musical versión corta en la 18.ª entrega anual de los Premios Grammy Latinos y un premio Billboard Music Awards a la mejor canción en streaming (video) en la 25.ª entrega anual de los Billboard Music Awards, y fue nominado para un premio American Music Awards al video del año en la 45.ª entrega anual de los American Music Awards.

### Logros
«Despacito» ha recibido varios premios y nominaciones tras su éxito comercial. En 2017, la versión original ganó tres premios en la 18.ª entrega anual de los Premios Grammy Latinos, incluidos Grabación del año, Canción del año y Mejor video musical de formato corto, mientras que la versión remix ganó Mejor fusión/interpretación urbana. También ganó la Colaboración del año y fue nominado a Video del año en la 45.ª edición de los American Music Awards. En 2018, la versión remix recibió tres nominaciones a Grabación del año, Canción del año y Mejor interpretación pop de dúo/grupo en la 60.ª edición de los Premios Grammy. El remix también recibió seis premios Billboard de la música latina y cinco premios Billboard de la música. Erika Ender se convirtió en la persona más joven en ser incluida en el Salón de la Fama de los Compositores Latinos y la primera artista latina en obtener una nominación al Premio Grammy por Canción del año.
Los críticos de Billboard clasificaron la versión original como la cuarta mejor canción de 2017 y la quinta mejor canción latina de todos los tiempos, refiriéndose a ella como «uno de los mayores éxitos en la historia de la música latina» y «uno de los mayores sencillos de todos los tiempos». Rolling Stone y Time la seleccionaron como la séptima y tercera mejor canción de 2017, respectivamente; este último afirma que «en un año en el que la xenofobia asomó la cabeza en todo el mundo, inspira la esperanza de que las listas de éxitos estuvieran dominadas por un éxito tan universal y multicultural». La revista Spin clasificó la versión remix como la 38 mejor canción del año y afirmó que «logró trascender el género, el tiempo, el espacio e incluso el gusto personal de una manera sin precedentes». También fue incluido entre los 100 mejores sencillos de 2017 por PopSugar, The New York Times, National Public Radio, The Village Voice y The Guardian. Luis Fonsi y Daddy Yankee fueron seleccionados como las «Estrellas del Año» por People en Español.
Los críticos de Rolling Stone clasificaron la canción en el puesto 91 de su lista de las «100 mejores canciones del siglo hasta ahora» y la incluyeron entre las 50 mejores canciones pop latinas de todos los tiempos, y la describieron como «uno de los éxitos más exitosos en la historia de la música pop». Billboard la seleccionó entre las mejores canciones latinas de verano de todos los tiempos y la incluyó entre las 100 canciones que definieron la década de 2010. La canción fue incluida en la edición de 2019 de Guinness World Records por alcanzar siete hitos.

## Desempeño comercial

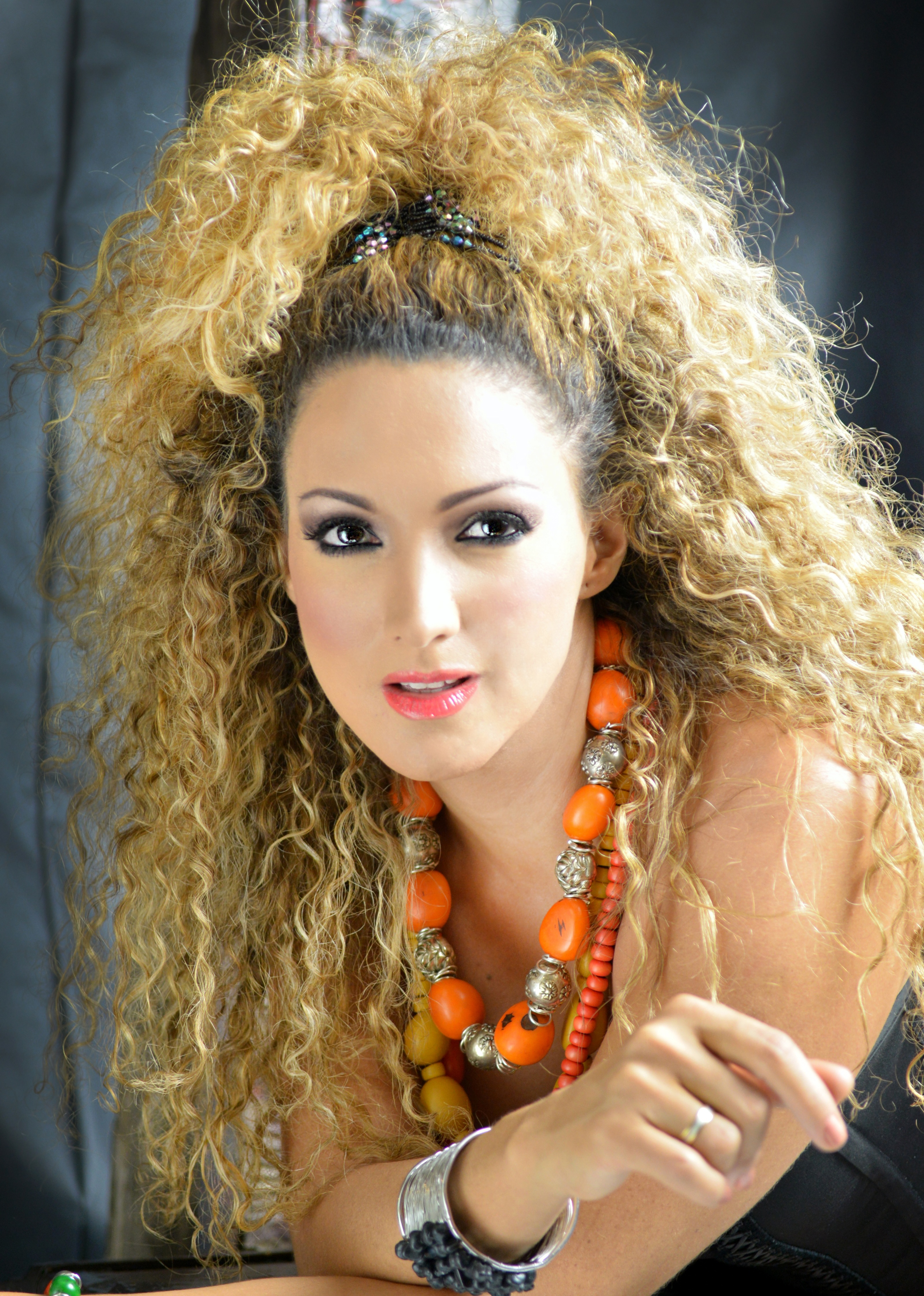
Erika Ender en 2014

### Estados Unidos
En los Estados Unidos, el sencillo debutó en el número dos en la lista multimétrica Hot Latin Songs de Billboard el 4 de febrero de 2017, convirtiéndose en el sencillo de Fonsi con las listas más altas desde «Aquí estoy yo» el 13 de junio de 2009. «Despacito» alcanzó el número uno en la lista Hot Latin Songs de Estados Unidos el 18 de febrero de 2017, donde permaneció durante 35 semanas consecutivas hasta el 14 de octubre de 2017, cuando fue destronada por «Mi Gente» de J Balvin y Willy William con Beyoncé el siguiente problema. En 2018, volvió al número uno en tres carreras diferentes durante 21 semanas no consecutivas.  Es el número uno con el reinado más largo en Hot Latin Songs y superó las 41 semanas de «Bailando» de Enrique Iglesias de 2014 con Descemer Bueno y Gente de Zona el 17 de febrero de 2018. «Despacito» se convirtió en el segundo título más largo de la lista y se eliminó de la lista el 9 de marzo de 2019, después de 110 semanas debido a una regla recurrente.
En la lista Billboard Hot 100 de Estados Unidos, el sencillo debutó en el número 88 el 4 de febrero de 2017, convirtiéndose en la tercera entrada de Fonsi y la séptima de Daddy Yankee. Posteriormente alcanzó el puesto 44 el 15 de abril de 2017, antes del lanzamiento de la versión remix con Justin Bieber. «Despacito» alcanzó el número uno en el Hot 100 en la semana que finalizó el 27 de mayo de 2017, convirtiéndose en el primer número uno de Fonsi y Daddy Yankee en la lista y el quinto de Bieber. Encabezó el Hot 100 durante 16 semanas consecutivas, empatando con «One Sweet Day» de Mariah Carey y Boyz II Men como el sencillo número uno más largo en la historia de la lista en ese momento, antes de ser superado por «Old Town Road» por Lil Nas X con Billy Ray Cyrus el 3 de agosto de 2019. También se convirtió en la primera canción mayoritariamente en español en liderar la lista de canciones digitales de Estados Unidos de todos los géneros, así como la primera canción en un idioma que no es principalmente inglés en encabezar las listas de canciones de radio de todos los formatos y Mainstream Top 40. El 21 de octubre de 2017, «Despacito» y «Mi Gente» de J Balvin y Willy William con Beyoncé marcaron la primera vez que dos canciones que no son principalmente en inglés se ubicaron dentro del top 10 del Hot 100 simultáneamente. La canción pasó 52 semanas en el Hot 100 y fue eliminada mediante una regla recurrente.
«Despacito» fue el sencillo más vendido y más reproducido de 2017 en los Estados Unidos, con 2 692 000 descargas vendidas y 1 322 799 000 reproducciones. También fue la sexta canción más reproducida de 2017, con 608 000 giros en las estaciones de radio de Estados Unidos y una audiencia de 3 076 935 000. Se ubicó en el número dos en la lista de fin de año Hot 100 y fue el sencillo con mejor desempeño en Hot Latin Songs durante dos años seguidos en 2017 y 2018. En los Estados Unidos, el sencillo vendió 2 983 000 descargas hasta el 20 de junio de 2019 y recibió una certificación platino 13 veces por parte de la Recording Industry Association of America (RIAA) el 6 de enero de 2020, por unidades de más de 13 millones de ventas y transmisiones equivalentes a pistas, lo que lo convierte en el decimocuarto sencillo certificado más alto de todos los tiempos en los Estados Unidos. Se convirtió en el primer sencillo latino y el 18 en general en recibir una certificación de diamante de la RIAA. Fue el noveno sencillo con mejor desempeño de la década de 2010 en el Hot 100 y ocupó el puesto número uno en la lista Hot Latin Songs. Es la pista con mejor rendimiento de todos los tiempos en Hot Latin Songs y la 33.ª con mejor rendimiento en Hot 100.

### Internacional
A nivel internacional, «Despacito» ha encabezado las listas de éxitos de 47 países, incluida la versión original sola y las entradas combinadas de las listas con la versión remix con Justin Bieber. La canción estuvo 26 semanas en el número uno en España, 20 en Suiza, 18 en Francia, 17 en Alemania, 16 en Canadá, 14 en Italia, 13 en Australia y 11 en el Reino Unido, entre otros. En toda Europa, la canción fue certificada 13 veces platino en Suecia y España, diamante en Francia e Italia y 4 veces platino en el Reino Unido y Alemania, entre otros. También recibió una certificación de diamante en Canadá y una certificación de platino 5 veces en Australia. En Latinoamérica, fue certificado seis veces diamante en Brasil y 5 veces diamante y 4 veces platino en México. Solo la versión remix encabezó las listas de éxitos de cinco países y fue certificada platino en Nueva Zelanda y Brasil y oro en Alemania.
En el Reino Unido, «Despacito» fue la segunda canción más vendida y más reproducida del año, con 2,3 millones de ventas combinadas. También fue el sencillo más vendido de 2017 en Canadá, con más de 300 000 ventas digitales. Encabezó las listas de fin de año de 2017 de 16 países y fue la segunda canción con mejor desempeño en otros 15. En Latinoamérica, fue la canción de radio más reproducida de 2017, con 580.450 giros, así como la canción extranjera con mejor interpretación del año en Brasil. «Despacito» fue el segundo sencillo más vendido de 2017 en todo el mundo, con 24,3 millones de ventas más transmisiones de pistas equivalentes. En 2018, fue la sexta canción más vendida del año, con 11,8 millones de ventas más reproducciones de pistas equivalentes, y fue la 72.ª canción más reproducida en Latinoamérica, con 107.980 giros. «Despacito» también alcanzó el puesto 114 en la lista Billboard Global 200 recientemente incorporada en la fecha de emisión del 7 de agosto de 2021.
«Despacito» se convirtió en la canción más reproducida del mundo de todos los tiempos en julio de 2017, con 4600 millones de reproducciones entre la versión original y la remezclada. En ese momento, Universal Music Group otorgó a Luis Fonsi un «Disco de plutonio» en reconocimiento a las ventas globales de «Despacito». Fue reproducido 7500 millones de veces a partir de abril de 2018. La versión remix se convirtió en la primera canción principalmente en español en superar los mil millones de reproducciones en Spotify en febrero de 2018, mientras que la original se convirtió en el primer sencillo que no está en inglés en alcanzar el hito en junio de 2019. En el Reino Unido, se convirtió en el número uno en lengua extranjera con el reinado más largo y es el trigésimo sencillo más vendido en el país con 1 900 599 ventas combinadas al 19 de septiembre de 2017. También se convirtió en la canción con más semanas en el número uno en Suiza y Alemania.

## Usos de la canción

### Videojuegos
La compañía de videojuegos Ubisoft obtuvo el permiso concedido de usar la canción para el videojuego Just Dance 2018 y es usado para las consolas Xbox One, Xbox 360, PS3, PS4, Wii, Zeebo, Wii U y Switch lo cual el jugador tiene que seguir y bailar bien los pasos a través de los periféricos Kinect, PSmove, teléfonos inteligentes y Joy-Con. 

### Telenovelas
En Chile, esta canción es utilizada como tema principal de la telenovela chileno-colombiana del canal chileno Televisión Nacional de Chile (TVN), La colombiana.

### En la cultura popular
Durante el 2017, la hinchada del club argentino San Lorenzo de Almagro  utilizó la melodía de «Despacito» para generar una canción de fútbol. La repercusión de esta versión de fútbol fue internacional. Esta nueva versión de la canción fue agradecida por Luis Fonsi resaltando su originalidad.

## Controversias

### Polémica con los autores por la versión de «Despacito» de Nicolás Maduro
El presidente de Venezuela Nicolás Maduro versionó la canción «Despacito» para llamar a votar a la Asamblea Nacional Constituyente del 30 de julio de 2017. Tanto sus intérpretes como su autora han expresado su malestar, acusándolo de haberse apropiado de la canción para usarla con fines políticos y sin haber pedido autorización.

## Censura
La canción está prohibida reproducirla o usarla en radios y comerciales de TV en Malasia por connotaciones sexuales detectadas en el mismo.

## Incidentes
El martes 10 de abril de 2018, se eliminó de YouTube «Despacito» por Daddy Yankee y su autor principal Luis Fonsi, reemplazando la portada del video por una imagen de los ladrones de la serie española La casa de papel. El video fue repuesto luego de las 12 horas de hackeo.

## Usos en los medios
- Arcor Argentina, propaganda de dulces, chocolates y golosinas.

## Posicionamiento en listas
| Plataforma | Oyentes diarios        | Posición actual | Mejor posición |
| ---------- | ---------------------- | --------------- | -------------- |
|            | 1 131 000 (última vez) | - -             | 1              |

### Semanales
| País                 | Lista                    | Mejor posición |
| 2017                 | 2017                     | 2017           |
| -------------------- | ------------------------ | -------------- |
| Alemania             | Official German Charts   | 1              |
| Argentina            | (CAPIF)                  | 1              |
| Argentina            | LOS40                    | 1              |
| Australia            | ARIA Singles Chart       | 1              |
| Austria              | Ö3 Austria Top 40        | 1              |
| Bélgica (Fla)        | Ultratop                 | 1              |
| Bélgica (Val)        | Ultratop                 | 1              |
| Bulgaria             | IFPI                     | 1              |
| Canadá               | Canadian Hot 100         | 1              |
| Chile                | Monitor Latino           | 1              |
| Chile                | LOS40                    | 1              |
| Colombia             | Monitor Latino           | 1              |
| Colombia             | National Report          | 1              |
| Croacia              | HRT                      | 1              |
| Dinamarca            | Hitlisten                | 1              |
| Ecuador              | Monitor Latino           | 1              |
| Escocia              | Scottish Singles Chart   | 1              |
| Eslovaquia           | Singles Digital Top 100  | 1              |
| Eslovenia            | SloTop50                 | 1              |
| España               | PROMUSICAE               | 1              |
| España               | LOS40                    | 1              |
| Estados Unidos       | Billboard Hot 100        | 1              |
| Estados Unidos       | Latin Pop Songs          | 1              |
| Estados Unidos       | Hot Latin Songs          | 1              |
| Estados Unidos       | Pop Songs                | 1              |
| Filipinas            | Philippine Hot 100       | 1              |
| Finlandia            | Suomen virallinen lista  | 21             |
| Francia              | SNEP                     | 1              |
| Grecia               | Greece Digital Songs     | 1              |
| Guatemala            | Monitor Latino           | 1              |
| Hungría              | Single Top 40            | 1              |
| Irlanda              | IRMA                     | 1              |
| Islandia             | RÚV                      | 1              |
| Italia               | FIMI                     | 1              |
| Letonia              | Latvijas Top 40          | 3              |
| Líbano               | Lebanese Top 20          | 1              |
| Luxemburgo           | Luxembourg Digital Songs | 1              |
| Malasia              | RIM                      | 1              |
| México               | Monitor Latino           | 1              |
| México               | LOS40                    | 1              |
| México               | AMPROFON                 | 1              |
| México               | Mexico Airplay           | 1              |
| Noruega              | VG-lista                 | 1              |
| Nueva Zelanda        | NZ Top 40 Singles Chart  | 1              |
| Países Bajos         | Dutch Top 40             | 1              |
| Panamá               | Monitor Latino           | 1              |
| Paraguay             | Monitor Latino           | 1              |
| Perú                 | Monitor Latino           | 1              |
| Polonia              | Polish Airplay Top 100   | 1              |
| Portugal             | AFP                      | 1              |
| Reino Unido          | UK Singles Chart         | 1              |
| República Checa      | Singles Digitál Top 100  | 1              |
| República Dominicana | Monitor Latino           | 1              |
| Rusia                | Tophit                   | 3              |
| Suecia               | Sverigetopplistan        | 1              |
| Suiza                | Schweizer Hitparade      | 1              |
| Ucrania              | Tophit                   | 1              |
| Uruguay              | Monitor Latino           | 1              |
| Venezuela            | Monitor Latino           | 1              |
| Venezuela            | Record Report            | 1              |

### Mensuales
| Lista (2017)                                                      | Mejor posición |
| ----------------------------------------------------------------- | -------------- |
| Argentina (CAPIF)                                                 | 1              |
| Argentina (CAPIF) remezcla junto a Jusitin Bieber                 | 3              |
| Eslovenia (SloTop50)                                              | 1              |
| Corea del Sur International (Gaon)                                | 75             |
| Corea del Sur International (Gaon) remezcla junto a Justin Bieber | 8              |
| Venezuela (National-Report)                                       | 1              |

## Certificaciones
| País                                                       | Organismo certificador | Certificación                  | Ventas    | Ref.             |
| ---------------------------------------------------------- | ---------------------- | ------------------------------ | --------- | ---------------- |
| Versión original o combinado con el remix de Justin Bieber |                        |                                |           |                  |
| Alemania                                                   | BVMI                   | 4× Platino                     | 1 600 000 | [ 203 ]          |
| Argentina                                                  | CAPIF                  | 2× Platino                     | 40 000    | [ 204 ]          |
| Austria                                                    | IFPI — Austria         | 2× Platino                     | 60 000    | [ 205 ]          |
| Bélgica                                                    | BEA                    | 5× Platino                     | 100 000   | [ 206 ]          |
| Brasil                                                     | ABPD                   | 30× Platino                    | 1 800 000 | [ 207 ]          |
| Centroamérica                                              | IFPI — Centroamérica   | 8× Diamante                    | 400 000   | [ 208 ]          |
| Chile                                                      | IFPI — Chile           | Platino                        | 10 000    | [ 209 ]          |
| Colombia                                                   | IFPI — Colombia        | Diamante                       | 100 000   | [cita requerida] |
| Dinamarca                                                  | IFPI — Dinamarca       | Platino                        | 60 000    | [ 210 ]          |
| Ecuador                                                    | IFPI — Ecuador         | Diamante                       | 60 000    | [cita requerida] |
| España                                                     | PROMUSICAE             | Diamante                       | 1 000 000 | [ 211 ]          |
| Estados Unidos                                             | RIAA                   | Diamante                       | 10 000    | [ 212 ]          |
| Francia                                                    | SNEP                   | Diamante                       | 250 000   | [ 213 ]          |
| Italia                                                     | FIMI                   | Diamante                       | 500 000   | [ 214 ]          |
| México                                                     | AMPROFON               | 5× Diamante + 4× Platino + Oro | 1 770 000 | [ 215 ]          |
| Perú                                                       | IFPI — Perú            | Diamante                       | 100 000   | [cita requerida] |
| Polonia                                                    | ZPAV                   | 2× Diamante                    | 200 000   | [ 216 ]          |
| Portugal                                                   | AFP                    | 4× Platino                     | 40 000    | [ 217 ]          |
| Rusia                                                      | NFPP                   | 5× Platino                     | 50 000    | [ 218 ]          |
| Suiza                                                      | IFPI — Suiza           | Platino                        | 30 000    | [ 219 ]          |
| Remezcla con Justin Bieber                                 |                        |                                |           |                  |
| Alemania                                                   | BVMI                   | Oro                            | 200 000   | [ 220 ]          |
| Australia                                                  | ARIA                   | 5× Platino                     | 350 000   | [ 221 ]          |
| Brasil                                                     | ABPD                   | Platino                        | 60 000    |                  |
| Canadá                                                     | Music Canada           | Diamante                       | 800 000   | [ 222 ]          |
| Dinamarca                                                  | IFPI — Dinamarca       | 4× Platino                     | 360 000   | [ 223 ]          |
| España                                                     | PROMUSICAE             | 12× Platino                    | 480 000   | [ 113 ]          |
| Nueva Zelanda                                              | RMNZ                   | 3× Platino                     | 90 000    | [ 224 ]          |
| Reino Unido                                                | BPI                    | 4× Platino                     | 2 400 000 | [ 225 ]          |
| Suecia                                                     | IFPI — Suecia          | 13× Platino                    | 520 000   | [ 226 ]          |